# زيت الطهي
زيت الطهي وله عدة مصادر: مصدر نباتي أو حيواني أو صناعي واستخدامات مختلفة، فهو يستخدم في القلي أو الخبز وغيرها
الكثير. ومن الأصح أن يسمى بزيت الأكل لاستخدامه في تحضير الطعام وتنكيهه دون الحاجة لتسخينه مثل إضافته للسلطة أو لتغميس الخبز.
و يمكن أن يكون زيت الطهي سائلًا وكذلك صلباً عند حفظها بدرجة حرارة الغرفة كتلك التي تحتوي على زيت النارجيل زيت جوز الهند أو زيت النخيل أو زيت لب النخيل.

## أنواع زيت الطهي
زيت الزيتون وزيت النخيل وزيت فول الصويا وزيت الكانولا (زيت بذور اللفت) وزيت بذور اليقطين وزيت الذرة وزيت زهرة الشمس وزيت القرطم وزيت الفول السوداني وزيت بذور العنب وزيت السمسم وزيت الاركان وزيت نخالة الرز والكثير من زيوت النباتات المختلفة وزيوت من مصادر حيوانية كالزبدة والشحم.
ومن الممكن أن ينكه الزيت بمواد عطرية غذائية باستخدام الأعشاب أو الفلفل أو الثوم.

## الغذاء والصحة
يختلف الكثير حول الكمية المناسبة للدهون ضمن الاستهلاك الغذائي اليومي، فتضمين الدهون بالحمية الغذائية أمر لابد منه لا سيما أن الدهن (على شكل زيت) عنصر أساسي في الكثير من أنواع الطهي المختلفة. وتوصي هيئة الغذاء والدواء باشتمال السعرات الحرارية المستهلكة يوميا على الدهون بما يقارب 30% أو أقل من ذلك بقليل. ويوصي البعض من أخصائيي التغذية بأنه لا يجب أن تتعدى الدهون 10% من الاستهلاك اليومي للسعرات الحرارية. وفي الحقيقة فإن احتواء الحمية على الدهون بما يقارب الثلثي من الكمية الموصى بها من السعرات الحرارية قد يكون سببا للبقاء بصحة جيدة والنجاة في الأماكن الباردة جدًا.

## الدهون غير المشبعة
عكس الدهون المشبعة /الغذائية، لا تعد الدهون غير المشبعة عنصرًا أساسيًا في الحمية الغذائية ولاتدل على الصحة الجيدة. ويزيد استهلاك الدهون غير المشبّعة من احتمالية الإصابة بأمراض شريان القلب التاجي، وذلك عن طريق الزيادة في مستويات البروتين الدهني منخفض الكثافة (الكوليسترول الضار/ السيء) وخفض مستويات البروتين الدهني عالي الكثافة (الكوليسترول الصحي/ الجيد)، وضرر الزيوت المهدرجة جزئيًا في الدهون المشبعة أكثر من الزيوت الطبيعية.
وتظهر العديد من الدراسات صلةً بين الاستهلاك العالي من الدهون غير المشبّعة والإصابة بالكثير من الأمراض من بينها الإصابة بأمراض شريان القلب التاجي. وينصح كلًا من هيئة الغذاء والدواء، والمعهد الوطني لأمراض القلب وأمراض الرئة والدم، والجمعية الأمريكية لأمراض القلب بالحد من تناول الدهون غير المشبّعة.

## الطهي بالزيت
تتغير خصائص الزيت عند تسخينه، فالزيوت الصحية المحفوظة بدرجة حرارة الغرفة قد تكون ضارة عند تسخينها لدرجة أعلى من درجة حرارة معينة. فمن الضروري عند اختيار زيت الطهي أن تكون درجة التسخين المحددة للزيت متناسبة مع طريقة الطهي. والجدير بالذكر هنا أن لزيت النخيل القدرة على الصمود أمام درجاتٍ عالية من الحرارة الناتجة من القلي العميق ومقاومته للأكسدة مقارنة بالزيوت النباتية الغنية بالمواد غير المشبّعة، وذلك لاحتوائه على دهون مشبعة أكثر من زيت الكانولا وزيت الذرة وزيت بذور الكتان وزيت فول الصويا وزيت القرطم وزيت زهرة الشمس. ومنذ عام 1900 أدرجت صناعة الغذاء التجارية العالمية زيت النخيل على نحوٍ متزايد في الطعام لأنه يضل محافظًا على خصائصه سواءً في القلي العميق أو عند الخبز بدرجاتٍ عاليةٍ من الحرارة، ولمستواه العالي لمضادات الأكسدة الطبيعية.
الدهون التي تضل محافظة على خصائصها عند القلي بدرجات حرارة عالية (أعلى من 230 مئوية أو 446 فهرنهايت) بسبب درجة التبخر العالية هي:
- زيت الأفوكادو
- زيت الخردل
- زيت النخيل
- زيت الفول السوداني (و يعرف بـ«زيت الفستق» بالهند وبريطانيا)
- زيت القرطم
- زيت السمسم شبه المكرر
- زيت زهرة الشمس شبه المكرر

## تخزين وحفظ الزيت
تعد الدهون بأنواعها عرضة للتحسس سواءً من الحرارة أو الضوء أو عند تعرضها للأوكسجين مكررةً كانت أم لا. وتنخفض القيمة الغذائية للزيت الفاسد بشكلٍ كبير كما أن له رائحةً نفاذة وطعمًا كريهًا. وهنالك ما يعرف بـ«تبطين الحوض» وهو أن تبطن منطقة البخار في العبوات الحافظة فور إنتاجها بغازٍ خامل غالباً النيتروجين وذلك لإبطاء عملية فساد الزيت. كما يمكن إضافة زيت فيتامين إي لزيوت الطهي للحد من فسادها. وتحفظ الزيوت في مكانٍ باردٍ وجاف، وقد تتكثف ولكن سرعان ما تعود إلى حالتها السائلة عند وضعها في درجة حرارة الغرفة. وعادة ما تكون الزيوت الغنية بالدهون غير المشبعة الأحادية صالحة لمدة سنة (يكون زيت الزيتون صالحًا لعدة سنوات)، بينما تكون الزيوت الغنية بالدهون غير المشبعة المتعددة صالحة لمدة 6 أشهر،